# 마크 올브라이턴
마크 케빈 올브라이턴(영어: Marc Kevin Albrighton, 1989년 11월 18일 ~ )은 잉글랜드의 축구 선수로, 현재 EFL 챔피언십의 웨스트브로미치 앨비언에서 뛰고 있다. 원래 오른쪽 윙어지만 왼쪽에서도 뛸 수 있다.
스티븐 제라드와 같은 원클럽맨을 꿈꾸며 1998년 에스톤 빌라 유소년팀을 거쳐 2009년 애스턴 빌라에 입단하였다. 그러나 2013년 10월 위건 애슬레틱에 임대로 간 뒤에 한 달 만의 복귀 후, 2014년 팀에서 방출당하며, 2014년 7월 레스터 시티로 이적한다.
그가 속해 있던 팀인 애스턴 빌라가 2015-2016 잉글리시 프리미어 리그에서 리그 꼴찌를 기록하며 2부 리그로 강등된 것에 대해 그는 "강등 당하는 아스톤빌라를 보는 것이 마음이 편치 않다. 아직 아스톤빌라에 친구들이 남아 있다. 어서 전력을 회복해서 빠른 시일 내에 다시 프리미어리그에서 만나기를 바란다." 라며 자신의 심정을 밝히기도 했다. 김용석 기자 (2016년04월17일). “[EPL] 레스터시티 올브라이튼 “라니에리, 붉은 눈 처음 목격... 날 버린 아스톤빌라, 강등 안타깝다"”. 